# Anne Brontë
Anne Brontë (pseudonym Acton Bell, uttalas  /bronteɪ/), född 17 januari 1820 i Thornton, West Yorkshire, död 28 maj 1849 i Scarborough, var en brittisk romanförfattare och poet.        

## Biografi
Anne Brontë var syster till Charlotte Brontë och Emily Brontë, och hade ytterligare tre syskon. Hon växte upp tillsammans med sin familj på en avlägset belägen prästgård i Yorkshire. Prästgården de bodde på gav barnen tillgång till utbildning, något som på den tiden var mycket ovanligt för folk som inte tillhörde samhällseliten. Prästens bibliotek lär ha varit en värdefull tillgång. Mellan 1836 och 1837 gick hon på internatskola.
Hennes litterära verk har ofta kommit i skymundan i jämförelse med systrarnas. 1847 kom romanen Agnes Grey och sedan Främlingen på Wildfell Hall (pseudonymt under Acton Bell), som fick lysande recensioner när den 2004 för första gången gavs ut på svenska. Hennes bror Branwell stod som modell för den alkoholiserade mannen i The tenant of Wildfell Hall (Främlingen på Wildfell Hall). Dessa har blivit klassiker i den engelska litteraturen.
Hon arbetade mellan 1839 och 1845 som guvernant, precis som hennes två systrar Emily och Charlotte.
Anne avled vid 29 års ålder i Scarborough, England, av tuberkulos. Hon begravdes på Saint Marys kyrkogård i staden.

## Eftermäle
Nedslagskratern Brontë på planeten Merkurius är uppkallad efter henne och flera av hennes syskon.